# Küpfli
Küpfli (Küpflein, Kopf) war ein altes Schweizer  Getreidemass im Kanton Basel.
4 Küpfli waren eine Müttli, oder Muid, ein sogenannter kleiner Sester.
Der grosse Sester hatte 8 Küpfli oder 34 ⅛ Litre.
- 1 Küpfli = Becher = 203 ⅔ Pariser Kubikzoll = 4 Litre
- 32 Küpfli = 1 Sack = 6520 Pariser Kubikzoll
- 1 Müdde/Scheffel = 4 Küpfli
- 1 Sack = 8 Müdde = 32 Küpfli = 64 Becher = 0,1293 Litre
- 1 Küpfli = 4,043 Liter[2]